# Мусса Діабі
Мусса Діабі (фр. Moussa Diaby, нар. 7 липня 1999, Париж) — французький футболіст малійського походження, фланговий півзахисник саудівського клубу «Аль-Іттіхад» та національної збірної Франції.

## Клубна кар'єра
Народився 7 липня 1999 року в місті Париж. Вихованець «Парі Сен-Жермен». З 2016 року він почав залучатися до ігор за дублюючий склад. На початку 2018 року для отримання ігрової практики Мусса на правах оренди перейшов в італійський «Кротоне». 14 квітня в матчі проти «Дженоа» він дебютував у італійській Серії A, замінивши у другому таймі Марселло Тротту. Після закінчення оренди Діабі повернувся в ПСЖ.
Влітку 2018 гравець повернувся до Парижа та став залучатися до основного складу. 12 серпня в матчі проти «Кана» він дебютував у Лізі 1, замінивши у другому таймі Лассана Діарра. 14 вересня в поєдинку проти «Сент-Етьєна» Мусса забив свій перший гол за ПСЖ. Станом на 18 травня 2019 року відіграв за паризьку команду 2 матчі в національному чемпіонаті.
14 червня 2019 року футболіст став гравцем леверкузенського «Баєра», підписавши з німецьким клубом 5-річний контракт.

## Виступи за збірні
2016 року дебютував у складі юнацької збірної Франції, взяв участь у 27 іграх на юнацькому рівні, відзначившись 7 забитими голами. З командою до 19 років став півфіналістом юнацького чемпіонату Європи 2018 року.
2019 року з командою до 20 років поїхав на молодіжний чемпіонат світу.
1 вересня 2021 року у матчі відбору до чемпіонату світу 2022 року проти Боснії і Герцеговини Мусса Діабі дебютував у національній збірній Франції.

## Статистика виступів

### Статистика клубних виступів
| Сезон             | Команда           | Чемпіонат         | Чемпіонат | Чемпіонат | Національний кубок | Національний кубок | Національний кубок | Континентальні кубки | Континентальні кубки | Континентальні кубки | Інші змагання | Інші змагання | Інші змагання | Усього | Усього |
| Сезон             | Команда           | Ліга              | Ігор      | Голів     | Ліга               | Ігор               | Голів              | Ліга                 | Ігор                 | Голів                | Ліга          | Ігор          | Голів         | Ігор   | Голів  |
| ----------------- | ----------------- | ----------------- | --------- | --------- | ------------------ | ------------------ | ------------------ | -------------------- | -------------------- | -------------------- | ------------- | ------------- | ------------- | ------ | ------ |
| 2017–18           | «Кротоне»         | A                 | 2         | 0         | КІ                 | -                  | -                  | -                    | -                    | -                    | -             | -             | -             | 2      | 0      |
| 2018–19           | «Парі Сен-Жермен» | Л1                | 25        | 2         | КФ+КЛ              | 6+2                | 1+1                | ЛЧ                   | 1                    | 0                    | СФ            | 0             | 0             | 34     | 4      |
| Усього за кар'єру | Усього за кар'єру | Усього за кар'єру | 27        | 2         |                    | 8                  | 2                  |                      | 1                    | 0                    |               | 0             | 0             | 36     | 4      |

## Титули і досягнення
- Володар Суперкубка Франції (1):

«Парі Сен-Жермен»: 2018
- Чемпіон Франції (1):

«Парі Сен-Жермен»: 2018-19
- Чемпіон Саудівської Аравії (1):

«Аль-Іттіхад»: 2024-25
- Володар Королівського кубка Саудівської Аравії (1):

«Аль-Іттіхад»: 2024-25
Збірні
- Переможець Ліги націй УЄФА: 2021-22